# فاروق فراجاليتش
فاروق فراجاليتش مواليد 22 يونيو 1990 في سراييفو، هو لاعب كرة يد بوسني يلعب كجناح أيمن. يلعب حاليا مع نادي بشكتاش لكرة اليد ويحمل الرقم 14. مثل منتخب البوسنة والهرسك لكرة اليد.

## سجل المنافسة
شارك في البطولات التالية:
- بطولة العالم لكرة اليد للرجال 2015

## روابط خارجية
- فاروق فراجاليتش على موقع الاتحاد الأوروبي لكرة اليد (الإنجليزية)